# チャールズ・ヘイゼリアス・スタンバーグ
チャールズ・ヘイゼリアス・スタンバーグ (1850年6月15日－1943年7月20日)はアメリカ合衆国の化石ハンターでアマチュア古生物学者 。

## 略歴
スタンバーグの兄、ジョージ・ミラー・スタンバーグ(1838–1915) はカンザス州エルスワース近くのハーカー砦の軍医として雇われた際、1868年頃に家族でカンザスに暮らすための農場を購入した。そこでチャールズ（当時18歳）はダコタサンドストーン累層での化石採集に興味を持ち始めた。彼は古生物学者ベンジャミン・フランクリン・マッジのもとでカンザス州について学んだが、フィールドで時間を費やすことを優先し、すぐに学校を辞める。
骨戦争の初期、スタンバーグはエドワード・ドリンカー・コープの為にカンザスで化石を収集した。また彼は2冊の本を執筆している。｢化石ハンターの人生｣（ The Life of a Fossil Hunter (1909)）と｢カナダ・アルバータ州・レッドディア川の悪地で恐竜ハンティング｣（ Hunting Dinosaurs in the Badlands of the Red Deer River, Alberta, Canada (1917））である。
スタンバーグは1890年7月にアンナ・マスグレイヴ・レイノルドと結婚した。息子の一人は乳児期に死亡し、一人娘のモードは1911年に20歳で死亡した。
三人の息子が成人まで生き延びた。 ジョージ・フライヤー・スタンバーグ (1883–1969)、 チャールズ・モートラム・スタンバーグ (1885–1981) 、そしてレヴィ・スタンバーグ (1894–1976)の三兄弟もまた古脊椎動物学の道を歩んだ。彼らはその採集能力の高さと多くの発見により有名になった。エドモントサウルス（当時のトラコドン）のミイラは特に評価された。ジョージは｢フィッシュ・イン・ア・フィッシュ｣（ギリクス・アルクトゥスGillicus arcuatusを良好な状態で体内に残したクシファクティヌス）という象徴的な発見でも名高い。

スタンバーグは信心深い男だった。彼は｢過去の物語、あるいは科学のロマンス｣（ The Story of the Past: Or, the Romance of Science）と呼ばれる宗教的な詩を綴っていた。晩年、彼は自分の発見したものを見るためにアメリカ自然史博物館を訪れ、そこでトラコドンのミイラから得たインスピレーションを詩に取り入れた。
| 「                    | My own body will crumble in dust, my soul return to the God who gave it, but the works of His hands, those animals of other days, will give joy and pleasure to generations yet unborn.（体は埃に埋もれ、魂はそれを下さった神のもとへ戻るけど、神の手は、まだ生まれていない世代、別の時代を生きる動物たちに喜びと幸せをもたらす。） | 」 |
| —Charles H. Sternberg | |    |

## スタンバーグ博物館
アメリカ西部とカナダでスタンバーグによって収集された化石は、世界中の博物館に所蔵されている。カンザス州ヘイズのスタンバーグ自然史博物館では、彼と息子たちによって集められた多くの化石たちが人々を待っている。

## 大衆文化におけるスタンバーグ
1994年に出版されたロバート・J・ソウヤーの｢さよならダイノサウルス｣ End of an Era の中で、カナダ人の主人公が白亜紀にタイムスリップするために使ったタイムマシンが、スタンバーグとハンバーガー（形状から）に因んで｢スターンバーガー｣と命名される。
2007年のティム・ボウリングによる小説The Bone Sharps は1876年と1916年のカンザス州でのスタンバーグの化石採集活動について中心的に書かれたものである。